# トキワバナ属
トキワバナ属 (トキワバナぞく、学：Xeranthemum) は、キク科の1属。学名からキセランセマム属、クセランセマム属とも呼ばれる。

## 概要
キク科の多年草または一年草を含む属で、現在樹木は確認されていない。花序は頭状花序になり、舌状花20枚程度付き、色は桃色、紫色、白色があり、薄く光沢を持つ。筒状花は若干盛り上がり、ベージュ色で、雄蕊が目立つ。この花は乾燥しても褪色し辛い性質を持っており、ドライフラワー等に利用される。花の裏側の総苞片は鱗状に重なり、茶色、淡い緑色もしくは銀色に近い色をしている。総苞も花弁と同じように光沢を持っている。これはヤグルマギクやシロタエギクの様に総苞部分が毛で覆われているためである。花は枯れて褐変しても舌状花は脱落せず、茎の先端に残ったままカリカリに乾燥して種子ができる。葉は全縁の披針形で毛におおわれており、茎と同じく銀色に見える。花期は4～6月で、細い茎の頂上部に花を付けるが、その頃には草丈が大きく成長し、自立できずに倒伏する事もある。このような形態は同じくキク科のカタナンケ属（ルリニガナ属）に似ている。尚、草丈が10㎝程度の矮性の種もある。花言葉は「永遠の愛情」である。

## 分布
北欧、グレートブリテン島、アイルランド島、ポーランド、ベネルクス三国、オーストリアを除くヨーロッパから中東北部、リビア、アルジェリア、モロッコ、チュニジアにかけて数種が分布している。また、オーストリア、ポーランド、ノルウェーでは帰化している。

## 栽培方法
本節ではトキワバナの栽培方法について述べる。播種は秋か春のどちらかの季節で行う。ただし、春播きの場合は本属の植物が苦手とする高温多湿の梅雨と夏季を開花期前に挟むので栽培難易度が上がる。高温環境下では根腐れをしやすいので、土壌は水はけの良い土壌を選び、管理する場所は湿気の溜まりにくい風通しの良い場所を選ぶ。

## 名称について
属名Xeranthemumは、ラテン語のXero「乾燥」＋Anthemum「花」の意味を持つ単語を合成したもので、「乾いた花」の意味し、本種の花が乾燥で褪色し辛い性質を表している。和名のトキワバナ（X. annuum）も同じ由来からきている。

## 下位分類
トキワバナ属は6種が認められる小さい属である。

### 栽培される種
- トキワバナ【常磐花】

　（Xeranthemum annuum）
トキワバナ属唯一の園芸種で、かなり寒さに強い。ヨーロッパから中央アジア、中東までかなり広範囲が原産の種。葉は披針形で灰色を帯びている。花は八重咲きで、花径5cmくらいあり、ピンク・赤紫・白などの花がある。種名は「一年草の」という意味がある。ドライフラワーに使われる。一方で高温多湿には非常に弱い。

### その他の種
- Xeranthemum cylindraceum Sm.
- Xeranthemum cylindricum Spreng.
- Xeranthemum inapertum (L.) Mill.
- Xeranthemum longepapposum Fisch.
- Xeranthemum squarrosum Boiss.

## ギャラリー

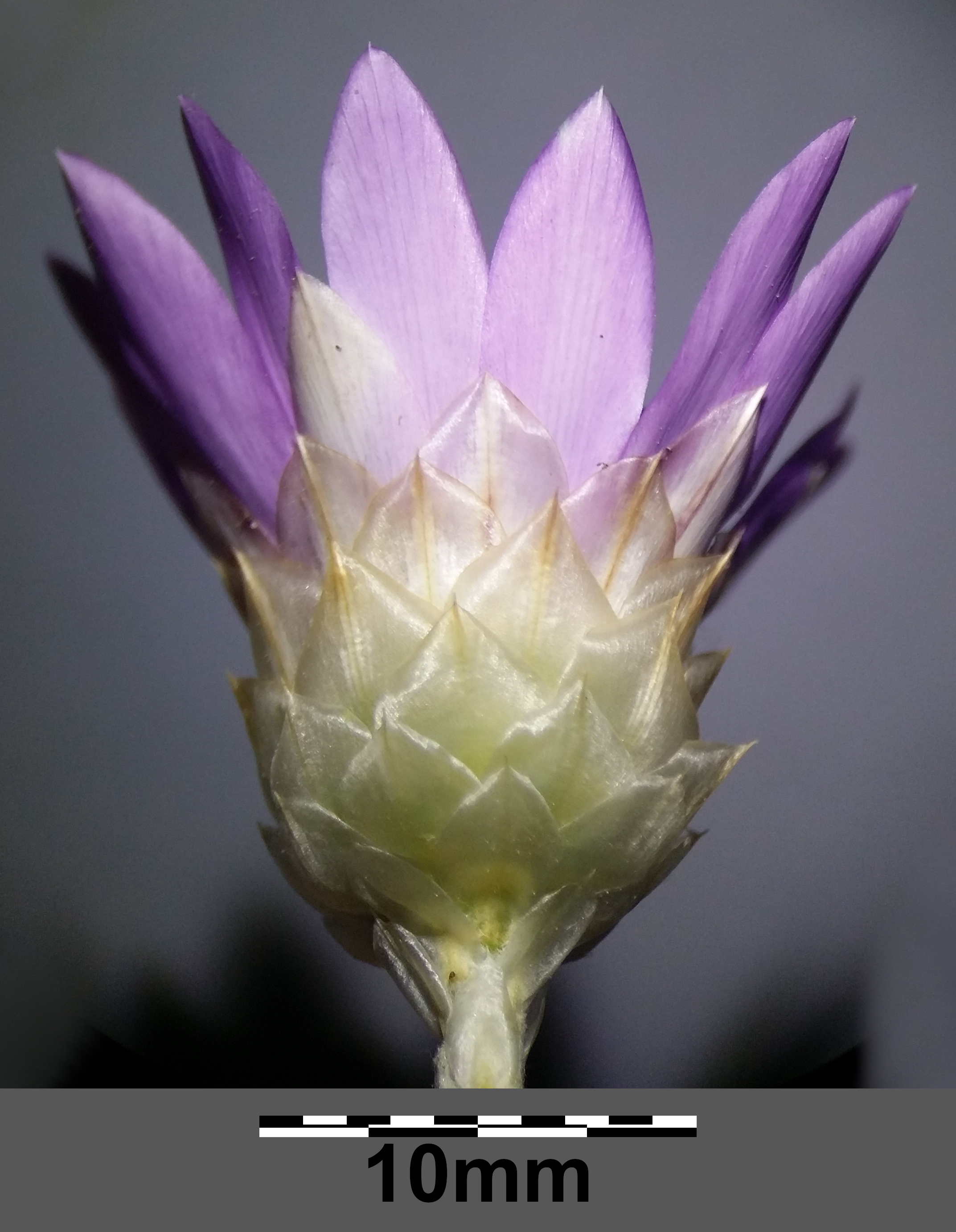
総苞片
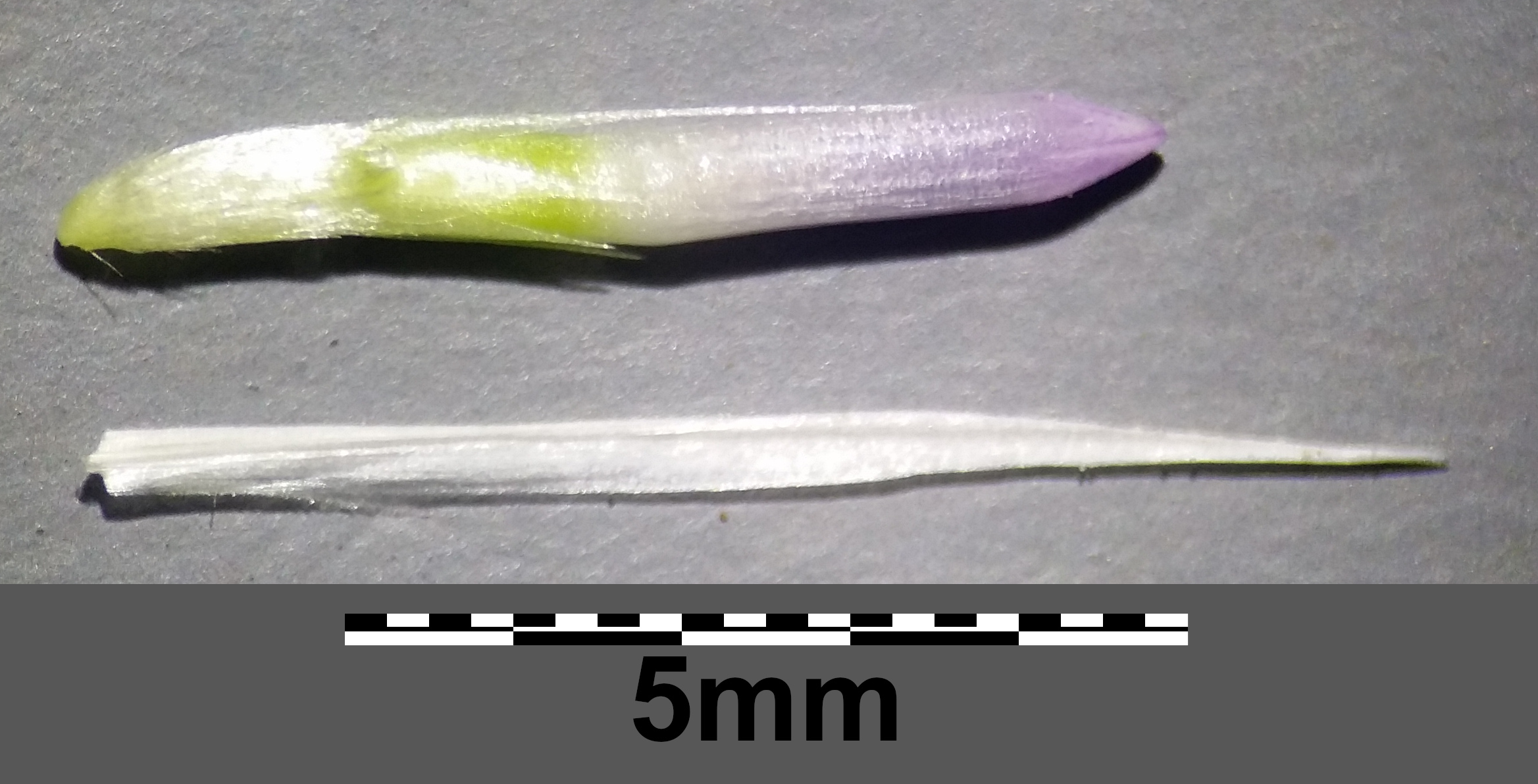
単体の花
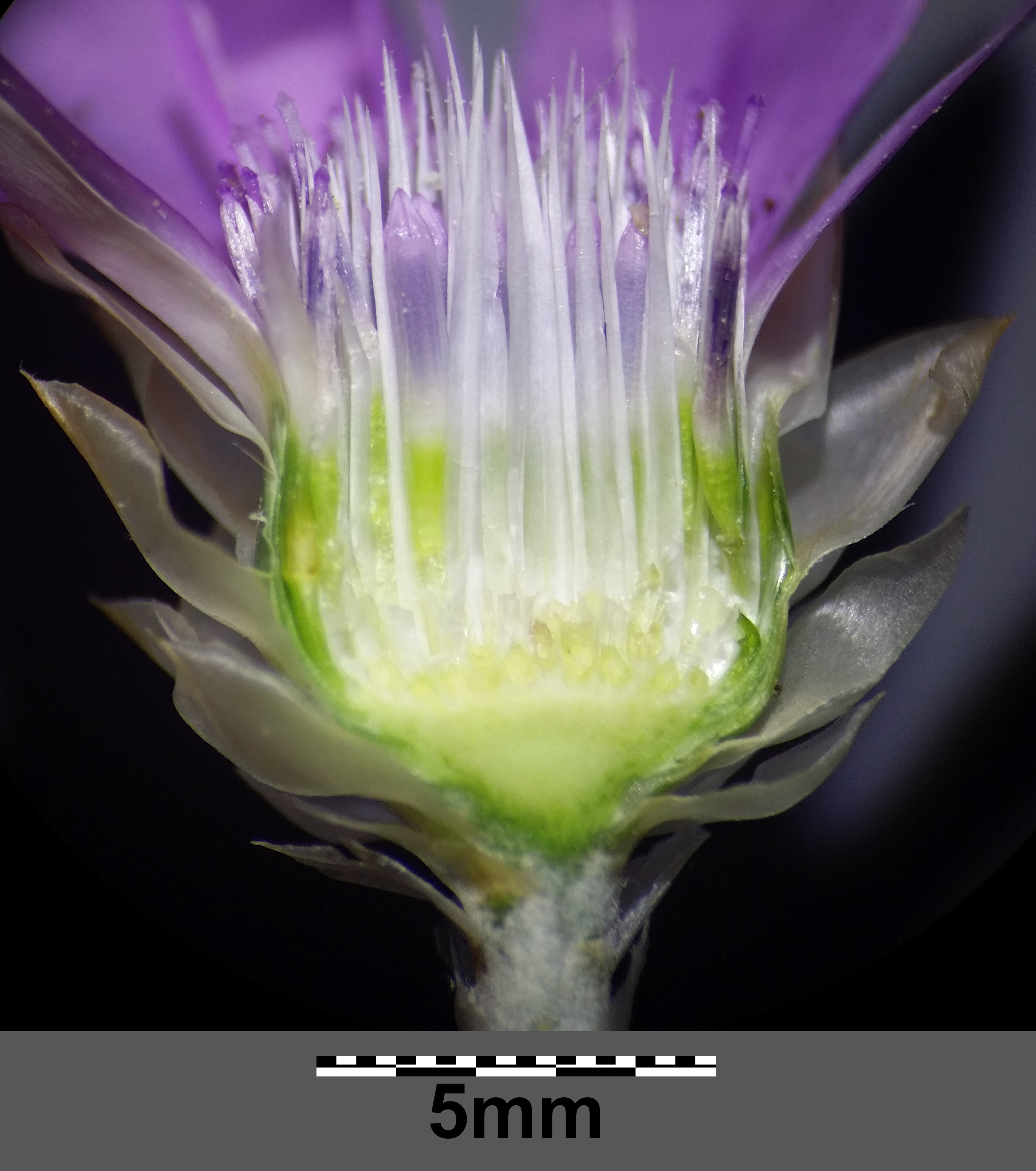
花冠の断面図
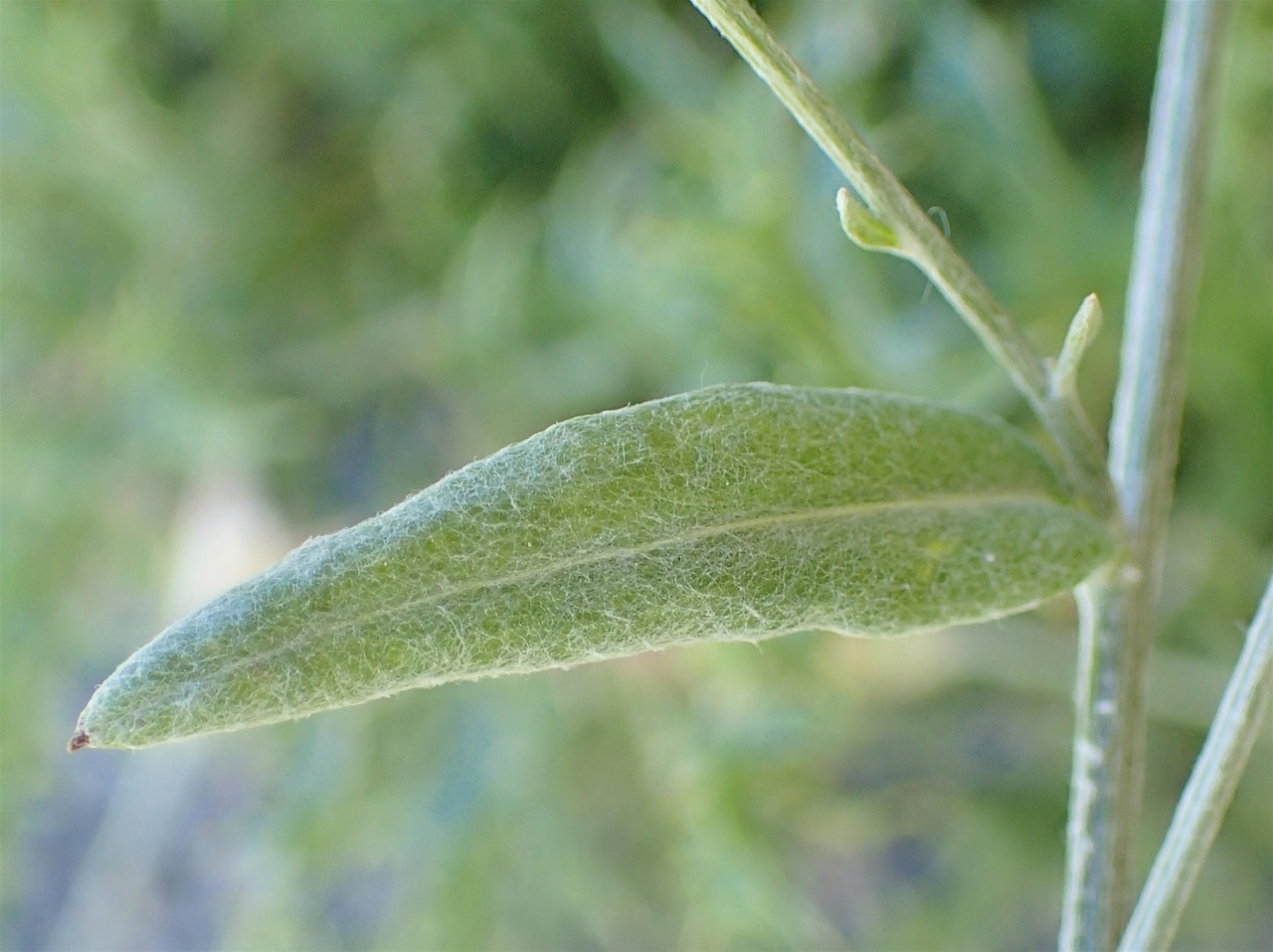
葉